# Mille
Mille is een gehucht in de Belgische provincie Waals-Brabant. Het ligt in Hamme-Mille, een deelgemeente van Bevekom. Mille ligt zo'n twee kilometer ten noordoosten van Hamme. Het gehucht sluit aan op het gehucht Le Culot in Deurne, waarvan het wordt gescheiden door de beek de Mille.

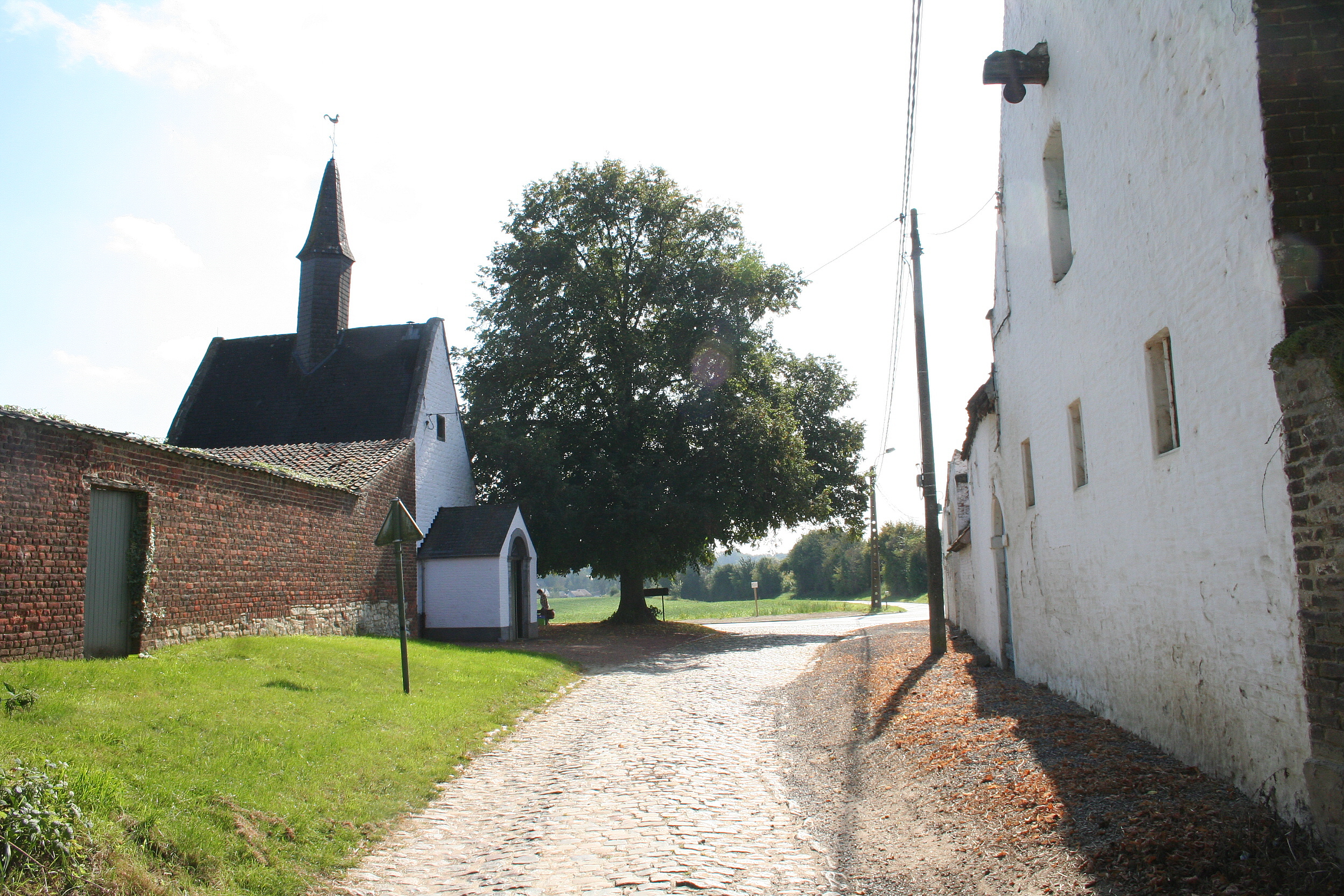
Zicht op Mille

## Geschiedenis
Op de Ferrariskaart uit de jaren 1770 is de plaats aangeduid als Mille, een Brabants dorp op de grens met een Luikse enclave waarin Deurne en Bevekom lagen.
Op het eind van het ancien régime werd Mille een gemeente. In 1811 werd de gemeente al opgeheven en samengevoegd met Hamme tot de nieuwe gemeente Hamme-Mille.

## Bezienswaardigheden
- De Sint-Corneliuskapel (Chapelle Saint-Corneille) is een betreedbare gotische kapel van omstreeks 1460. Het neoclassicistisch voorportaal is van 1842.

## Natuur en landschap
De hoogte aan de kapel is 84 meter.

## Nabijgelegen kernen
Hamme, Tourinnes-la-Grosse, Beauvechain
Deelgemeenten: Bevekom · Deurne · Hamme-Mille · Nodebeek · Sluizen 

Overige dorpen en gehuchten: Hamme · La Bruyère · Les Burettes · Mille · Sclimpré

Belgische gemeenten · Arrondissement Nijvel · Waals-Brabant · Wallonië